# 民間記者
，是指傳統傳媒體系以外的新聞工作者，包含已脫離一般傳媒機構、以獨立身份对事件做出報導的人，或者對新聞工作有興趣的業餘人士。這個風氣沿自部落格、民間獨立媒體、網路媒體或社群網站等新媒體的盛行。

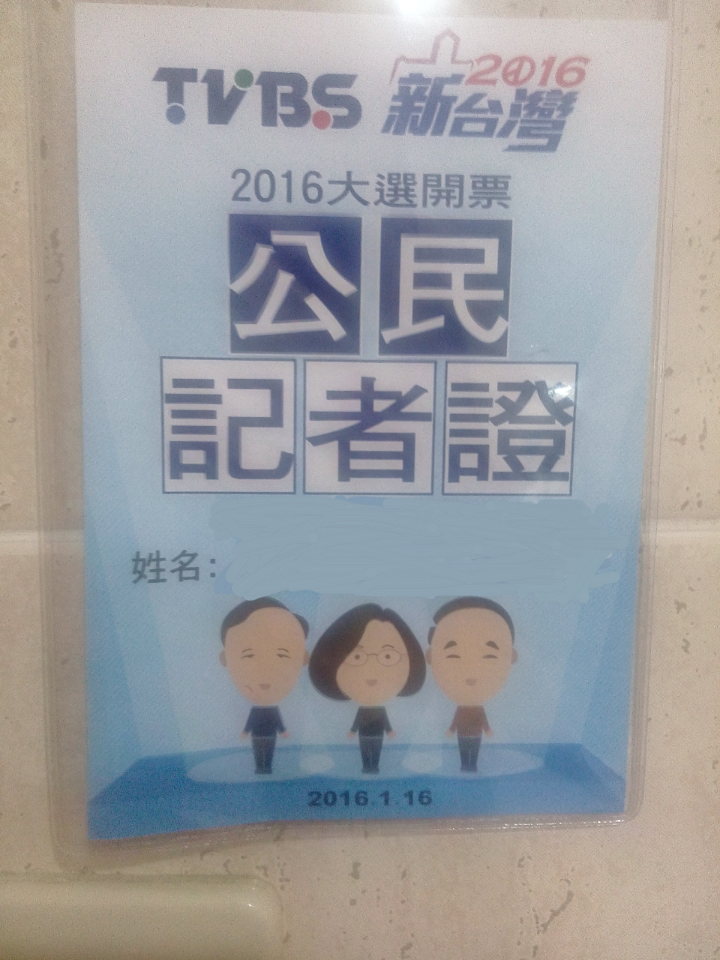
2016年TVBS公民記者證

雖然公民記者以「記者」為名，且自身或所屬團體大多自外於原本的傳媒產業，不一定出身新聞相關的專業，因此並不易完全融入於傳媒產業的從業人員當中，除了素質良莠不齊，立場多元，且現今新聞產業多採商業組織型態來經營，由於公民記者並非屬於這些企業組織，故不容易取得記者證（記者工作證）或採訪通知，資源相對比較缺乏。但由於進入網路時代，行動電話、平板電腦日益普及，公民記者以即時更新的優勢，得以活躍在世界各地，在災區、示威現場、戰場報導、疫區報導全球重要的新聞，例如2010年海地地震、阿拉伯之春、敘利亞內戰、烏克蘭親歐盟示威運動、太陽花學運、雨傘革命、2019冠狀病毒病、2021年緬甸軍事政變、2022年俄乌战争等，因此市場仍在不斷發展，一些原來是記者的人，也選擇開通了自己的媒體頻道，並有相關獎項與評審，具備有一定的專業性。

## 定義
一般民眾可以在自己的部落格或社群網站撰寫獨立於主流傳媒的報導，同時，網路上的獨立媒體網站亦會鼓勵市民成為公民記者，以報導形式來介入社會諸多議題。公民記者採訪的動力來自於本身專業、興趣、生活周遭或對社會的關懷，不計報酬及點閱率，是一種自我的實踐，並透過採訪方式深入社會周遭，進入他人的生活處境，了解別人的狀況和思想，因此公民記者的新聞觸及議題相當多樣。由於許多的公民記者未受專業培訓，在採訪、攝影及寫作上有可能達不到專業水準，亦可能不會客觀中立，而是帶有感性和主觀的色彩。
只需要在網路上申請部落格，或到獨立媒體的網站申請，就可以開始撰寫報導。公民記者可以寫一些貼近自己生活的題材，例如當學生的公民記者報導師生關係、校園新聞或教育制度等問題；社工報導社會福利政策、採訪相關個案；工人報導工作權益問題；有農漁業背景的公民報導農漁業相關問題；文史工作者報導地方、社區議題，或是撰寫本身專業的相關報導。
世界上，有些新聞媒體或專業雜誌會委託一些有專業或活躍的公民記者或獨立記者發出特約記者、特約攝影記者等證件，但未必每個商業媒體都會這樣做。

## 民間記者未經專業培訓
很多民間記者並無受過媒體訓練，雖然有聲音認為每個人都自發留意身邊事件，包括職業記者也會留意社群網路，抄襲網路上相關討論文章，將之記錄並報導就能以不同角度來報導新聞；但身為記者，基本的採訪、攝錄影及寫作技巧，以及新聞操守等都是必須擁有的。香港記者協會主席張炳玲與梁文道曾在香港有線電視節目《香港刺針》中表示不贊同民間記者理念，指記者的工作是有專業性及客觀性，而市民以民間記者身份報道會容易滲入「情緒」；若有民間記者參與社會運動並作出報導，在已有既定立場的情況下，觀點或會存在偏見和不全面。

## 適法性
在台灣，憲法第11條提到，人民有言論、講學、著作及出版之自由，以及第689號釋憲中說明到「新聞自由所保障之新聞採訪自由並非僅保障隸屬於新聞機構之新聞記者之採訪行為，亦保障一般人為提供具新聞價值之資訊於眾，或為促進公共事務討論以監督政府，而從事之新聞採訪行為。」，被認為是確立了公民記者的採訪權。

## 民間記者的操守
民間記者沒有固定的操守，但有一些條文可以作參考的指引。
- 尽量中立客观，世上没有绝对中立的传媒，传媒会或多或少受到意识形态以及经济利益的影响。但尽量中立可以使得读者更加全面真实地了解事件发生的全貌。
- 報道性的文章要尊重事實，作者要為自己的言論負責（道德和法律上）。
- 著重文章資訊的透明度，清楚交代自己在所報道事件中的角色或位置，例如一場遊行裏的參與者，或遊行時在商店裏的旁觀者。引用或參考自別的資料時，儘量保留原出處的連結或資料。
- 不得發表和散播歧視性的言論，包括種族、性別、婚姻狀況和性取向等。
- 不能進行沒有根據和侮辱性的人身攻擊。
- 文章不應作涉及商業性和政治人物的宣傳，不能以報導和文章謀進私利。
- 鼓勵民間記者採用 Creative Commons 的版權操作，歡迎非商業的轉載。

在臺灣，由公共電視所成立的「People Post公民新聞平台」，則訂出了共15項的「公民記者自律公約及新聞倫理 （页面存档备份，存于）」。

## 關於民間記者的報道爭議

### 情緒掩蓋真相
大多數民間記者的觀點、角度和視野都較為單一，也有可能因為同情被訪者而讓情緒掩蓋真相。
2005年12月17日，世界貿易組織第六次部長級會議在香港會議展覽中心舉行，反對世界貿易和經濟全球化的韓國農民於附近遊行並與警方產生衝突。《香港蘋果日報》記者雷子樂報道，有民間記者曾致電報館，稱韓國農民是受阻於警察才離開示威區轉往會展；民間記者所說與事實不符，且有美化韓國農民形象之嫌。而《香港獨立媒體》主編葉蔭聰承認曾致電報館說出所見，後來才知道韓國示威者曾經衝擊警察防線；但葉事後並無在《香港獨立媒體》補充當時的實際情況，葉解釋稱民間記者報道的平台是要讓不同角度的所見所聞得以曝光。

### 抹黑他人的不實報道
亦有民間記者為求支持社運人士，肆意抹黑公職人員並作出不實報道。
2011年1月，香港社運人士朱凱迪聯同「菜園村關注組」到港深廣高速鐵路菜園村工地阻止工程開始，朱凱迪試圖從後圍抱拉扯一地盤工人，該工人嘗試擺脫掙扎，最後朱跌倒地上；及後，《香港獨立媒體》出現多篇相關文章，編輯黃俊邦更以「港鐵摔角手實為港鐵柔道手」為題發表文章，並請來「柔道教練」拍攝視頻節目指「地盤工人以柔道招式處理示威者」，甚至以比賽旁述形式再冠以種種柔道招式名稱解說朱凱迪的「受襲經過」；作者和編輯在沒有證據的情況下強指工人是「港鐵柔道手」，誣蔑工人是使出「柔道招式」對朱使用暴力。網民認為，朱凱迪當時本來就想以暴力阻止工程，只是自己體力不繼才被摔倒，指控工人讓其受傷之說不能成立。亦有網民對《香港獨立媒體》以扣帽子手法抹黑工人表示反感，更有網民因指摘個別編輯沒有操守和道德而遭禁言停戶。

## 外部連結
- PChome個人新聞台 （页面存档备份，存于）
- Independent Media Center
- OhmyNews：一場打破專業壟斷的公民運動 （页面存档备份，存于）. 香港獨立媒體.
- 獨立媒體中心的熱情與實用主義
- 這是誰的媒體？──草根報導新浪潮(上) （页面存档备份，存于）. 香港獨立媒體.
- 網路顛覆民主？《Republic.com》的啟示(上) （页面存档备份，存于）. 香港獨立媒體.